# Martine Azencot
Martine Azencot est une actrice française née le 15 avril 1954 connue pour ses prestations dans des films érotiques de la première moitié des années 1970.

## Biographie

### Carrière cinématographique
La filmographie de Martine Azencot est constituée exclusivement de films érotiques. Sa courte carrière couvre la période faste du genre au début des années 1970. 
Elle est, avec Nathalie Zeiger et Marie-Hélène Règne, une des actrices de prédilection de Michel Lemoine qui la dirige à quatre reprises. Elle tourne aussi pour Jean-Marie Pallardy et José Bénazéraf. 
Remarquée pour sa plastique avantageuse, la jolie blonde n'aura guère l'occasion de vraiment éprouver ses talents d'actrice, et l'arrivée en 1975 du cinéma pornographique la contraindra à s'éloigner des écrans.

## Filmographie
- 1972 : Les Désaxées de Michel Lemoine : Édith
- 1973 : Les Infidèles de Christian Lara : Une fille chez Sophie
- 1973 : Les Confidences érotiques d'un lit trop accueillant de Michel Lemoine : Irène
- 1974 : Les petites saintes y touchent (ou Jeunes Filles en extase) de Michel Lemoine : Chantal
- 1974 : Règlements de femmes à OQ Corral de Jean-Marie Pallardy
- 1974 : L'arrière-train sifflera trois fois ou Lucky Luke et les daltines de Jean-Marie Pallardy :
- 1974 : Q  (ou Au plaisir des dames) de Jean-François Davy : la colocataire blonde de Sabine
- 1975 : C'est bon pour la santé de Pierre Unia : Marie-Hélène, une fausse Scandinave
- 1975 : L'Amour aux trousses (ou Laurence et Agnès) de Jean-Marie Pallardy : la fille avec le livreur
- 1975 : Les Lesbiennes de José Bénazéraf : Emma, la soubrette
- 1975 : Les Onze Mille Verges d'Eric Lipmann : Françoise
- 1976 : Les Week-ends maléfiques du Comte Zaroff de Michel Lemoine : Joëlle
- 1976 : Voir Malte et mourir (ou Une garce en chaleur) de José Bénazéraf : la « nana » blonde